# Escobar de Polendos
Escobar de Polendos is een gemeente in de Spaanse provincie Segovia in de regio Castilië en León met een oppervlakte van 39,65 km². Escobar de Polendos telt 181 inwoners (1 januari 2016).

## Demografische ontwikkeling
Bron: INE, 1857-2011: volkstellingen
Opm.: In 1857 werden de gemeenten Parral de Villovela, Peñarrubias, Pinillos de Polendos en Villovela de Pirón aangehecht